# NomadFactory
Nomad Factory (ノーマッド ファクトリー)は、デジタル音声処理に、60年代、70年代のアナログ音響機器のフレーバーを加えることを目指して、2001年にフランスのギタリスト、作曲家、レコーディング・エンジニア、プロデューサーのBernie Torelliこと、ベルナール・トレリ（英語: Bernard Torelli）が開発を開始、2002年にインターネットでプラグインを販売するためにカナダのモントリオールに設立した会社である。

## 概要
Nomad Factoryは、2001年、創業者のベルナール・トレリ（英語: Bernard Torelli）が働くアメリカ合衆国カリフォルニア州サンディエゴのTrack Star Studiosにおいて、自身が使用する目的で個人的に開発を行なっていた現在のBlue Tubes Bundleのベータ版とも言えるソフトウェアから始まった。

スタジオ利用者がそのサウンドを高く評価し、ベルナール・トレリ（英語: Bernard Torelli）は入手方法を何度も尋ねられた事から、2002年にインターネットによる販売を開始、その後ベルナール・トレリ（英語: Bernard Torelli）はエンジニアを続けながら各種DAWで動作するプラグインソフトウェアを主に開発していた。

また、Spectrasonics社のソフトウェアインストゥルメント内のエフェクター部分の開発も担い、そのアルゴリズムやコードは現行製品でも利用されている。

日本においては日本法人のMedia Integration, Inc.（メディア インテグレーション）が販売や登録、サポートなどの業務を行っている。

2016年1月18日、ベルナール・トレリ（英語: Bernard Torelli）が悪性腫瘍が原因で逝去。ソフトウエアの開発を、バーニーの大学院助手であるMaxenceGrandidierとPlugiveryDistribution社が、販売をPlugiveryDistribution社がを引き継いだ。

## プラグイン使用時のレイテンシ
DAW等で使用するプラグインエフェクターの多くは音声を処理する際にレイテンシが発生する。

しかし、NomadFactoryのプラグインエフェクターは一部を除きレイテンシなく処理を実行できる。

これは、録音時のプラグインの掛け録りや録音時のモニター音声の処理、ライブ演奏の処理など、そのメリットを享受できる使用用途が広い事も意味する。
2025年5月24日現在、レイテンシが発生するプラグインとその遅延時間は以下の通りである。

### 80's Spaces
- 64Sample

### AMT Amp Leveling V2
- 5ms

### AMT Max Warm V2
- 5ms

### AMT Multi-Max V2
- 10ms

### Cosmos 3
1.4ms

### Magnetic 1 及び、2
- サンプリング周波数44.1kHz動作時64サンプル
- サンプリング周波数48kHz動作時70サンプル
- サンプリング周波数88.2kHz動作時128サンプル
- サンプリング周波数96kHz動作時139サンプル

### Magnetic 3
1.4ms

### Drum Tools
- サンプリング周波数に拘わらず16サンプル

### その他ゼロレイテンシプラグインのオーバーサンプリング時
- 最大6sample

## 内部処理の解像度

### 第一世代
Retrology E-Tone Bundle、及び、Integral Studio Pack IIIに含まれる製品。

Rock Amp Legendsを除いて32bit 44.1kHz〜96kHz

Rock Amp Legendsは32bit 44.1kHz、もしくは、48kHz

### 第二世代
Analog Studio Rack、Bus Driver、Drum Tools、Garbage LSDの４製品は、

64bit 44.1kHz〜96kHz

### 第三世代
- 80's Spaces V2
- Analog Mastering Tools V2
- British Bundle V2
- Magnetics Bundle v3
- Retro EQs Bundle V2

- BBE製品

64bit 44.1kHz〜384kHz

## 今後のアップデートに関して
Nomad Factory(Plugivery)は2019年9月13日に2020年第一四半期に大規模アップデートが行われ、最新のプラットフォームへの対応と現行ユーザーへの無償アップデート、及び新製品のリリースがあることを発表した。しかしCovid-19のパンデミックなど様々な影響を受け、開発は遅延し、2022年6月現在、大規模アップデートは行われていない。この件に関し、Plugivery、及び、Don't Crac[k]のCEOのEric Nolotが、Don't Crac[k]のメーリングリストにて、開発が継続されていること、2022年1月10日に一部インストーラーとAuthorizerを更新し、現行製品で発生していたインストール、及びActivationの不具合を解決した旨を公表した。この時点で正式に対応が発表されたOSはWindows 11、及び、macOS Montereyである。しかし、VSTの対応バージョンは２、mac版はRosetta経由での対応の為、ユーザーからは、VST３、及び、Apple Siliconへのネイティブ対応を求める声が多い。また、BBESonic SweetV4以降ととStomp Boardは、BBE Sound Inc. Audio Plug-insのwebページが新たに開設され、Plugivery社が引き続きサポートを行う旨が発表されえた。しかし、日本国内代理店のメディアインテグレーションではBBE SONIC SWEET–OPTIMIZED–(V3に相当)と、Stomp Boardの前身にあたるStomp Wareの記載しかなく、最新バージョンの国内取り扱いに関しては2022年時点では不明である。2022年8月30日、80's Spacesが80's SpacesV2としてNomadFactory初のVST3、及び、Apple Siliconへのネイティブ対応製品としてリリースされた。2022年10月27日、パブリックベータテストを開始した。

2025年5月24日現在にはAnalog Mastering Tools、British Bundle、Magnetics Bundle v3、Retro EQs BundleがVST3、及び、Apple Siliconへのネイティブ対応を果たし、少しずつではあるがバージョンアップ作業継続されている様である。

## ソフトウェア エフェクター

### バンドル製品

#### Integral Studio Pack III
一部を除くNomadFactory製のプラグインのほとんどが収録された同社最大のバンドル製品プラグイン総数は51種に及ぶ。

##### 収録プラグイン、及びバンドル
- Analog Mastering Tools（バンドル製品）
- Analog Signature Pack（バンドル製品）
- Blue Tubes Bundle V3（バンドル製品）
- BlueVerb DRV-2080（単体製品）
- British Bundle（バンドル製品）
- Essential Studio Suite（バンドル製品）
- Liquid Bundle II（バンドル製品）
- MAGNETIC Bundre（バンドル製品）
- Retro EQ Bundre（バンドル製品）
- Rock Amp Legends（単体製品）

#### Analog Mastering Tools V2
真空管のフレーバーを加味したマスタリング用エフェクトバンドル。

2024年リリースのV2よりWindows、Mac環境でのAAX Native、VST3、Mac環境でのAU3、Mシリーズプロセッサへネイティブ対応した。

##### 収録プラグイン
- A.M.T. Amp Leveling V2
- A.M.T. Max Warm V2
- A.M.T. Multi Max V2

#### Analog Signature Pack
多くの音楽スタジオで愛用されたアナログコンソールやエフェクターに着想を得たエフェクトバンドル

##### 収録プラグイン
- Program Equalizer EQP-4
- Dual Limiting Amplifier LM-662
- Studio Channel SC-226

#### Blue Tubes Bundle V3
BernieTorelliが最初に手掛けた12AX7真空管の特性をモデリングして設計されたエフェクトバンドル3種とチャンネルストリッププラグインを統合したバンドル。

##### 収録プラグイン、及びバンドル
- Blue Tubes Dynamics Pack（バンドル製品）
- Blue Tubes Effects Pack（バンドル製品）
- Blue Tubes Equalizers Pack（バンドル製品）
- Blue Tubes Analog TrackBox（単体製品）

#### Blue Tubes Dynamics Pack
BernieTorelliが最初に手掛けた12AX7真空管の特性をモデリングして設計されたダイナミクス系エフェクトバンドル。

##### 収録プラグイン
- Blue Tubes BrickWall BW2S
- Blue Tubes Compressor CP2S
- Blue Tubes Deesser DS-2S
- Blue Tubes Gate Expander GX622
- Blue Tubes Limiter FA770
- Blue Tubes Limiter LM2S

#### Blue Tubes Effects Pack
BernieTorelliが最初に手掛けた12AX7真空管の特性をモデリングして設計されたアンプ、ディレイ、モジュレーション系エフェクトバンドル。

##### 収録プラグイン
- Blue Tubes Analog Chorus CH2S
- Blue Tubes Analog Phaser APH2S
- Blue Tubes Oilcan Echo TLE2S
- Blue Tubes Stereo Imager ST2S
- Blue Tubes Tempo Delay 3D
- Blue Tubes Valve Driver ADR2S

#### Blue Tubes Equalizers Pack
BernieTorelliが最初に手掛けた12AX7真空管の特性をモデリングして設計されたイコライザー系エフェクトバンドル。

##### 収録プラグイン
- Blue Tubes Equalizer BQ2S
- Blue Tubes Equalizer BX2S
- Blue Tubes Equalizer GEQ12
- Blue Tubes Equalizer PEQ2B
- Blue Tubes Equalizer PEQ322
- Blue Tubes Equalizer PEQ5B

#### British Bundle
音楽スタジオで人気のあった英国製ミキシングコンソールのイコライザー、バスコンプレッサーに着想を得たプラグイン。
2024年リリースのV2よりWindows、Mac環境でのAAX Native、VST3、Mac環境での、AU3、Mシリーズプロセッサへネイティブ対応した。

##### 収録プラグイン
- British MCL-2269

Neve 2254から着想を得て作成されたマスターコンプレッサー、リミッター。
- British NEQ-1972

Neve 1081から着想を得て作成されたビンテージイコライザー。

#### Essential Studio Suite
音楽制作で必要な音声処理を幅広く、軽量、シンプルなUIで提供するために開発されたプラグインバンドル。

##### 収録プラグイン
- E-3B Compressor
- E-3B Maximiser
- E-Channel
- E-Compressor
- E-Gate Expander
- E-Graphic EQ
- E-Maximizer
- E-RetroVox
- E-TubeTape Warmer

#### Liquid Bundle II
音楽制作で基本となるエフェクトを解りやすい独自のUIとパラメーターで音作りに集中できる利便性に焦点を置いたプラグインバンドル。

##### 収録プラグイン
- Liquid Compressor II
- Liquid Delays II
- Liquid Gate II
- Liquid Mod II
- Liquid Phase II
- Liquid Verb II

#### Magnetics Bundle V3
Nomad Factory独自の技術、発想でサウンドの質感や空気感を操作するためのプラグインバンドル。
2024年リリースのV2よりWindows、Mac環境でのAAX Native、VST3、Mac環境での、AU3、Mシリーズプロセッサへネイティブ対応した。

##### 収録プラグイン
- COSMOS 3

ハーモニックエキサイター、及び、サブジェネレーター、ステレオエンハンサー。
- ECHOES 3

アナログテープエコーボックス
- MAGNETIC 3

テープシミュレーター

#### Retro EQs Bundle
スタジオワークで人気のある3種類のハードウェアEQに着想を受けて作成されたプラグイン3種をまとめたバンドル。

以前は単体購入かIntegralStudioPackに収録される形でしか購入できなかったが、バージョン2のリリースとともに、バンドル購入できるようになった。
2024年リリースのV2よりPulse-Tec EQs v2と、All-Tec EQs v2がWindows、Mac環境でのAAX Native、VST3、Mac環境での、AU3、Mシリーズプロセッサへネイティブ対応した。
その後、2025年5月24日にはMotown Music & Filmの後継となるMotown EQs v2がバンドルに追加され、バンドルのライセンス保有者には無償で提供された。

#### 収録プラグイン
- Pulse-Tec EQs 2

PULTEC(Pulse Techniques, Inc.)HLF-3、EQP-1A、及び、MEQ-5から着想を得て作成されたイコライザー。
- All-Tec EQs 2

ALTEC(Altec Lansing Technologies, Inc.)9067、9063、及び、9062/73から着想を得て作成されたイコライザー。
- Motown EQs v2

1960年代～1970年代のモータウンレコーズの最初の本社兼レコーディングスタジオであるヒッツヴィルUSAのエンジニアMike McLeanが制作したイコライザーに着想を得た7バンドのイコライザー。

#### Retrology E-Tone
英国製のマスタリングコンソールに着想を得て作成されたプラグイン2種をまとめたバンドル製品。

後にBritish BundleのBritish NEQ-1972に統合される形でディスコンとなった。

NomadFactory製品で唯一ディスコンとなった製品ではあるものの、NEQ-1972で概ね同じ音作りが可能である。

##### 収録プラグイン
- Retro E3-Filter
- Retro E4-Tone

### 単体製品

#### 80's Spaces
Nomad FactoryとMoReVoXのコラボレーションで制作されたリバーブプラグイン。

80年代に人気のあった、YAMAHA SPX90II、AMS RMX16、Eventide H3000、Lexicon200,224,480L,PCM60もしくはPCM70のインパルスレスポンスが使用されている。

2022年リリースのV2よりWindows、Mac環境でのAAX Native、VST3、Mac環境での、AU3、Mシリーズプロセッサへネイティブ対応した。
また、2024年の2.4.0アップデートにより３モデルから50のインパルスレスポンスが新たに搭載され、より豊富なリバーブ表現ができるようになった。

#### Analog Studio Rack
API500モジュールから着想を得たイコライザー、コンプレッサー、ゲート、エキサイター、真空管プリアンプなどのモジュールを自由に組み合わせてチャンネルストリップを構築できるプラグインエフェクト。

メインモジュールは単体のプラグインとしても起動が可能。

##### 収録モジュール
- Pre Amp（NomadFactoryオリジナル）
- Gate Expander（SSLスタイル）
- Comp Limitter（SSLスタイル）
- Exiter(BBEスタイル)
- State EQ（SSLスタイル）
- PulseEQ（Pultecスタイル）
- Bus Comp（SSLスタイル）

#### Blue Tubes Analog TrackBox
他のBlue Tubesシリーズ同様、NomadFactory独自の12AX7真空管モデリング技術を利用して設計されたチャンネルストリッププラグイン。

インプット、アウトプットゲイン、真空管サチュレーター、ゲート、コンプレッサー、4バンドイコライザー、ハイパス、ローパスフィルター、リミッターが一つのプラグインで利用できる。

#### Blue Verb Analog TrackBox
Lexicon 480LのAmbianceパッチに着想を得て制作されたプラグインエフェクト。

#### Bus Driver
60年代に音楽スタジオなどに広く使用されていた光学式のコンプレッサーの特性に、独自の真空管モデリングを組み合わせたプラグインエフェクト。

UIに MODEL 1176 LA2 と在るが光学式でアタック、リリース固定のLA2Aとスレッショルド固定でレシオがボタン選択式の1176の操作体系から着想を得たと思われる。

#### Drum Tools
ドラム、パーカッションなどの打楽器やアタックの強い楽器の音作りに特化したプラグインエフェクト。

キック、スネア、タム、ハイハット、オーバーヘッド、ドラムセット全体など、あらかじめ特化したプリセットが用意されていて、迅速に音作りができるように設計されている。

#### Garbage LSD
6種類のモードをもったフィルター、ディストーション、ビットクラッシャー、サンプルレートリデューサー、ノイズジェネレーター、リングモジュレーション、アンプモジュレーション、コンボリューションリバーブ、スペクトラル・ロスEQ、コンプレッサーなどの複数のエフェクトを組み合わせ、変調して複雑なサウンドを作り出すマルチエフェクター。

#### MAGAMA
65種類の様々なエフェクトを4つずつ、4パートの計16個同時に使用することが可能なマルチエフェクター。

また、各パートを直列、並列に組み合わせて複雑なシグナルチェーンを作れることと、MAGMA内で他社製のVSTエフェクトを使用することができる為、プラグインフォーマットのラッパーとしても利用できる。

#### Motown EQs v2
1960年代～1970年代のモータウンレコーズの最初の本社兼レコーディングスタジオであるヒッツヴィルUSAのエンジニアMike McLeanが制作したイコライザーに着想を得た周波数ポイントの違う固定7バンドのイコライザーRetro Music-ToneとRetro Film-Toneのバンドルであったが、2025年5月24日に二つの製品を統合して、各バンドの周波数を二種類から選択できるようになった、Motown EQs v2としてWindows、Mac環境でのAAX Native、VST3、Mac環境での、AU3、Mシリーズプロセッサへネイティブ対応した形で刷新された。

#### Rock Amp Legends
NomadFactoryとJimmy Crespoの共同開発で制作されたギターアンプシミュレーター。

英国や米国の名機と呼ばれるギターアンプのインパルスレスポンスを使用して、アンプサウンドを再現している。

### OEM製品
Spectrasonicsのソフトウェアシンセサイザーのエフェクター部分の開発を担当。

Don't Crac[k]（後のPlug&Mix）のソフトウェアエフェクターのフレームワークの開発を担当。

Plug&MixのソフトウェアエフェクターPro Seriesの開発。